# Dianthus warionii
Dianthus warionii là loài thực vật có hoa thuộc họ Cẩm chướng. Loài này được Bucq. & Timb.-Lagr. mô tả khoa học đầu tiên năm 1881.